# Relações entre Kosovo e Polónia
A Relações Polaco-Kosovares são as relações exteriores entre Kosovo e Polônia. Kosovo declarou sua independência da Sérvia em 17 de fevereiro de 2008 e a Polônia reconheceu em 26 de fevereiro de 2008.
Em setembro de 2008, o Presidente da Polónia, Lech Kaczyński, afirmou que a causa original de Guerra na Ossétia do Sul em 2008 não era em função da Geórgia, mas o reconhecimento da independência do Kosovo e que ele iria bloquear as tentativas de estabelecer relações diplomáticas da Polónia com o Kosovo, a nível de embaixadores, no entanto, o governo não propôs a enviar um embaixador para Pristina.

## Militar
A Polônia tem atualmente 274 soldados em Kosovo, servindo como força de paz liderada pela OTAN na Força do Kosovo. Originalmente havia 800 soldados poloneses na FKOS.

## Correio
Em agosto de 2009, o serviço de correio público polonês Poczta Polska ainda não está enviando cartas para o Kosovo, porque ainda não foi adicionado na lista de países. A carta é direcionado tanto para a pequena aldeia de Kosowo na Polónia ou em Kosovo, na Rússia.